# Albavilla
Albavilla (lombardul: Villa) település Olaszországban, Lombardia régióban, Como megyében. Lakosainak száma 6337 fő (2023. január 1.). Albavilla Albese con Cassano, Alserio, Erba, Faggeto Lario, Monguzzo és Orsenigo községekkel határos.

## Népesség
A település népességének változása:
| Lakosok száma | 6388 | 6361 | 6337 |
|               | 2017 | 2018 | 2023 |